# Língua de sinais de Nanabin
Língua de sinais de Nanabin é uma língua de sinais familiar da costa Fante, aldeia de Ekumfi Nanabin na região central de Gana, ca. 8 km a leste de Mankessim. É usado por três gerações de uma única família que é na maior parte surda. A segunda geração é bilíngue em língua de sinais do Gana.
A língua de sinais Nanabin é similar a língua de sinais de Adamorobe em certos sinais convencionalizados que derivam da cultura auditiva Akan. Ambos usam mãos relaxadas e retratam os acontecimentos da perspectiva do personagem e não do observador.